# Hamilton Marr
James William Hamilton Marr auch J. W. Hamilton Marr (* 2. Februar 1846 in Erdington, Birmingham; † Oktober 1922) war ein britischer Landschaftsmaler.

## Leben
Seine wichtigsten Ausstellungen waren von 1885 bis 1888 in der Londoner Grosvenor Gallery und dem Royal Institute of Oil Painters und von 1886 bis 1899 hingen 199 seiner vorwiegend in Öl gemalten Bilder in der Royal Birmingham Society of Artists. Seine Werke signierte er zumeist mit dem Kürzel Hamilton Marr A.R.C.A.
Marr war mit Marie Sophie Josephine Marr (geborene Palmer, 1847–1901) verheiratet. Gemeinsam mit seiner Frau, die ebenfalls Malerin war, stellte er Anfang April 1884 Ölgemälde und monochrome Bildnisse in einer Galerie Ecke Conduit Street/Regent Street in London aus. 1898 wohnte er mit seiner Frau in der Hagley-Road in Edgbaslon und war Mitglied der Royal Cambrian Academy of Art in Wales. Im Jahr 1905 lebte er im Westerley House in Stratford-on-Avon.

## Werke (Auswahl)
- When the Tide is Low (Zeichnung)
- A Lonely Shore (Zeichnung)